# Bollezeele
Bollezeele (in olandese Bollezele) è un comune francese di 1 411 abitanti situato nel dipartimento del Nord nella regione dell'Alta Francia.

## Società

### Evoluzione demografica
Abitanti censiti